# Park Sofijivka
Park Sofijivka, plným názvem Národní dendrologický park Sofijivka (ukrajinsky: Національний дендрологічний парк «Софіївка») je arboretum na severu ukrajinského města Umaň a zároveň výzkumný ústav Národní akademie věd Ukrajiny. Je oblíbeným rekreačním místem, které ročně navštíví 500 000 návštěvníků. Jeho oblibu mezi Ukrajinci potvrdila i anketa Sedm divů Ukrajiny z roku 2007, v němž byla Sofijivka vyhlášena za vůbec nejkrásnější místo Ukrajiny. V parku se nachází více než 2000 druhů stromů a křovin (místních i exotických), mezi které patří borovice vejmutovka, liliovník tulipánokvětý, platan, jinan dvoulaločný a mnoho dalších. Arboretum bylo založeno roku 1796, původně jako anglický park, proto ho zdobí řada soch, umělé útesy, vodopády, jezírka, jeskyně, fontány a altány. Založen byl polským šlechticem Stanisławem Szczęsnym Potockim. Park je pojmenován po jeho řecké manželce Sofii, pro niž byl dárkem k narozeninám. Náklady se odhadovaly na 15 milionů zlotých, což byla tehdy astronomická částka. Hlavním dodavatelem byl Ludwik Metzel, polský vojenský inženýr, který dovezl mnoho vzácných rostlin z celé Evropy. Zaměstnával místní nevolníky jako svou hlavní pracovní sílu. Básník Stanisław Trembecki napsal ke slavnostnímu otevření báseň park velebící. Potocki byl Polák žijící na území ovládaném Ruskou říší, a proto mu byl park zabaven po polském listopadovém povstání proti ruské nadvládě, v roce 1832. Car Mikuláš I. ho pak daroval své ženě Šarlotě Pruské. V letech 1836-59 byl majetkem Správy vojenských osad.